# Stamboom Marianne van Oranje-Nassau (1810-1883)
Dit is de stamboom van Marianne van Oranje-Nassau (1810-1883).
| Stamboom Marianne van Oranje-Nassau (1810-1883) | Stamboom Marianne van Oranje-Nassau (1810-1883)                                                      | Stamboom Marianne van Oranje-Nassau (1810-1883)                                  | Stamboom Marianne van Oranje-Nassau (1810-1883)                                       | Stamboom Marianne van Oranje-Nassau (1810-1883)                                              | Stamboom Marianne van Oranje-Nassau (1810-1883)                                              | Stamboom Marianne van Oranje-Nassau (1810-1883)                                              |
| ----------------------------------------------- | --- | -------------------------------------------------------------------------------- | ------------------------------------------------------------------------------------- | -------------------------------------------------------------------------------------------- | -------------------------------------------------------------------------------------------- | -------------------------------------------------------------------------------------------- |
| Grootouders                                     | Willem V van Oranje-Nassau (1748-1806) x 1767 Wilhelmina van Pruisen (1751-1820)                     | Willem V van Oranje-Nassau (1748-1806) x 1767 Wilhelmina van Pruisen (1751-1820) | Willem V van Oranje-Nassau (1748-1806) x 1767 Wilhelmina van Pruisen (1751-1820)      | Frederik Willem II van Pruisen (1744-1797) x 1769 Frederika van Hessen-Darmstadt (1751-1805) | Frederik Willem II van Pruisen (1744-1797) x 1769 Frederika van Hessen-Darmstadt (1751-1805) | Frederik Willem II van Pruisen (1744-1797) x 1769 Frederika van Hessen-Darmstadt (1751-1805) |
| Ouders                                          | Willem I van Oranje-Nassau (1772-1843) x 1791 Wilhelmina van Pruisen (1774-1837)                     | Willem I van Oranje-Nassau (1772-1843) x 1791 Wilhelmina van Pruisen (1774-1837) | Willem I van Oranje-Nassau (1772-1843) x 1791 Wilhelmina van Pruisen (1774-1837)      | Willem I van Oranje-Nassau (1772-1843) x 1791 Wilhelmina van Pruisen (1774-1837)             | Willem I van Oranje-Nassau (1772-1843) x 1791 Wilhelmina van Pruisen (1774-1837)             | Willem I van Oranje-Nassau (1772-1843) x 1791 Wilhelmina van Pruisen (1774-1837)             |
| Marianne van Oranje-Nassau (1810-1883)          | |                                                                                  |                                                                                       |                                                                                              |                                                                                              |                                                                                              |
| Gehuwd met                                      | x 1830 Albert van Pruisen (1809-1872)                                                                | x 1830 Albert van Pruisen (1809-1872)                                            | x 1830 Albert van Pruisen (1809-1872)                                                 | x 1830 Albert van Pruisen (1809-1872)                                                        | x 1830 Albert van Pruisen (1809-1872)                                                        | r Johannes van Rossum (1809-1873)                                                            |
| Kinderen                                        | Charlotte (1831-1855) x 1850 George II van Saksen-Meiningen (1826-1914)                              | naamloze zoon (1832)                                                             | Albert (1837-1906) x 1873 Marie van Saksen-Altenburg (1854-?)                         | Elisabeth (1840)                                                                             | Alexandrine (1842-1906) x 1865 Willem van Mecklenburg-Schwerin (1827-1879)                   | Johannes Willem (1849-1861)                                                                  |
| Kleinkinderen                                   | Bernhard III (1851-1928) George Albert (1852-1853) Maria Elisabeth (1853-1923) levenloos kind (1855) | -                                                                                | Frederik Hendrik (1874-1940) Joachim Albrecht (1876-1939) Frederik Willem (1880-1925) | -                                                                                            | Charlotte (1868-1944)                                                                        | -                                                                                            |